# Валтер Шулц
Валтер Шулц е австрийски журналист, участник в Кресненско-Разложкото въстание.

## Биография
Шулц е кореспондент на няколко австрийски вестници. При избухването на Кресненско-Разложкото въстание през есента на 1879 година, Шулц е изпратен е от софийския комитет „Единство“ заедно с Адам Калмиков и Луис Войткевич да ръководи въстаническите действия. Шулц става член на Военния съвет на въстанието след убийството на Стоян Карастоилов и отстраняването на Димитър Попгеоргиев. Скоро бяга от района на въстанието.